# Mährische Walachei

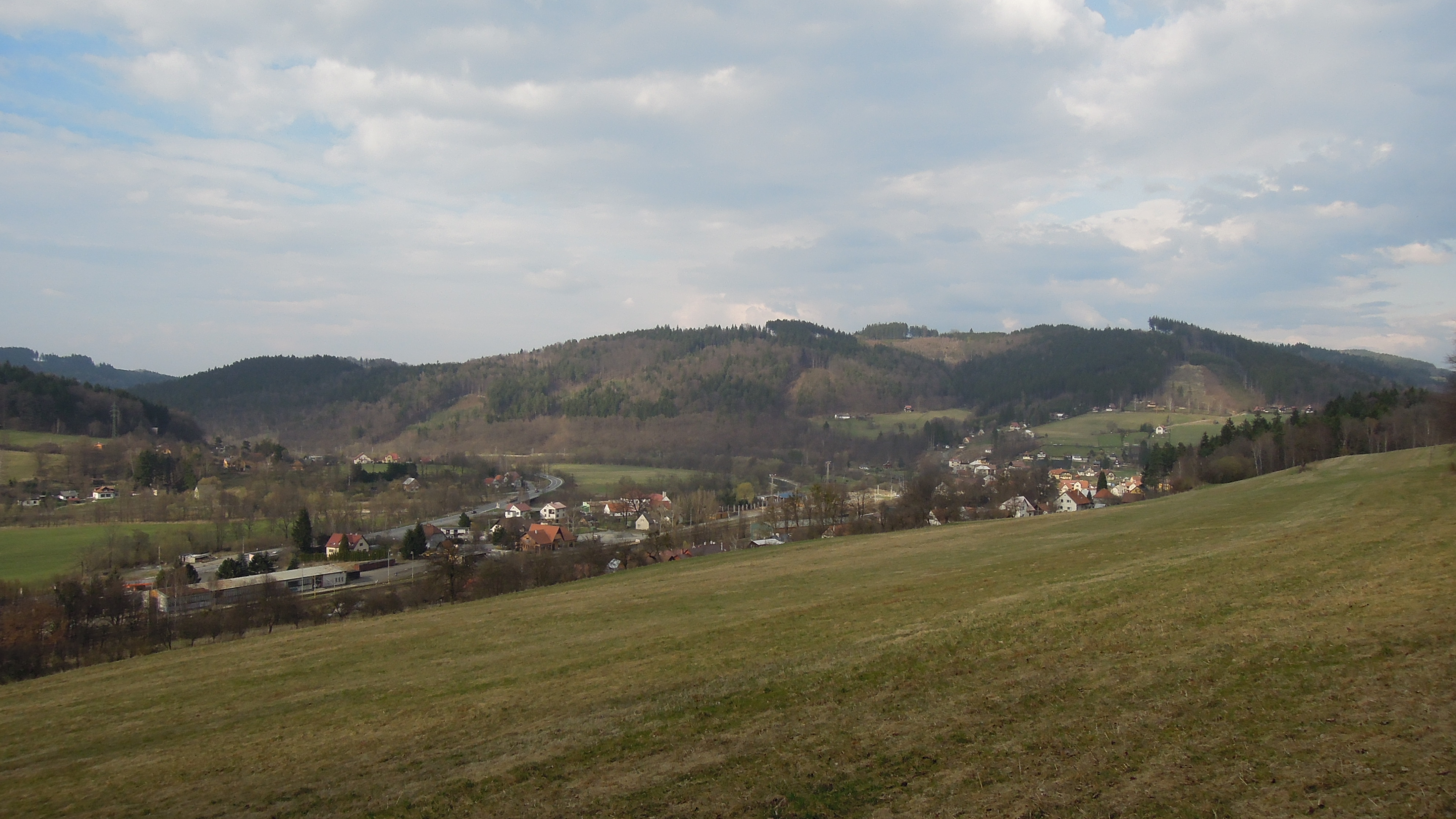
Hügelland um Bystřička

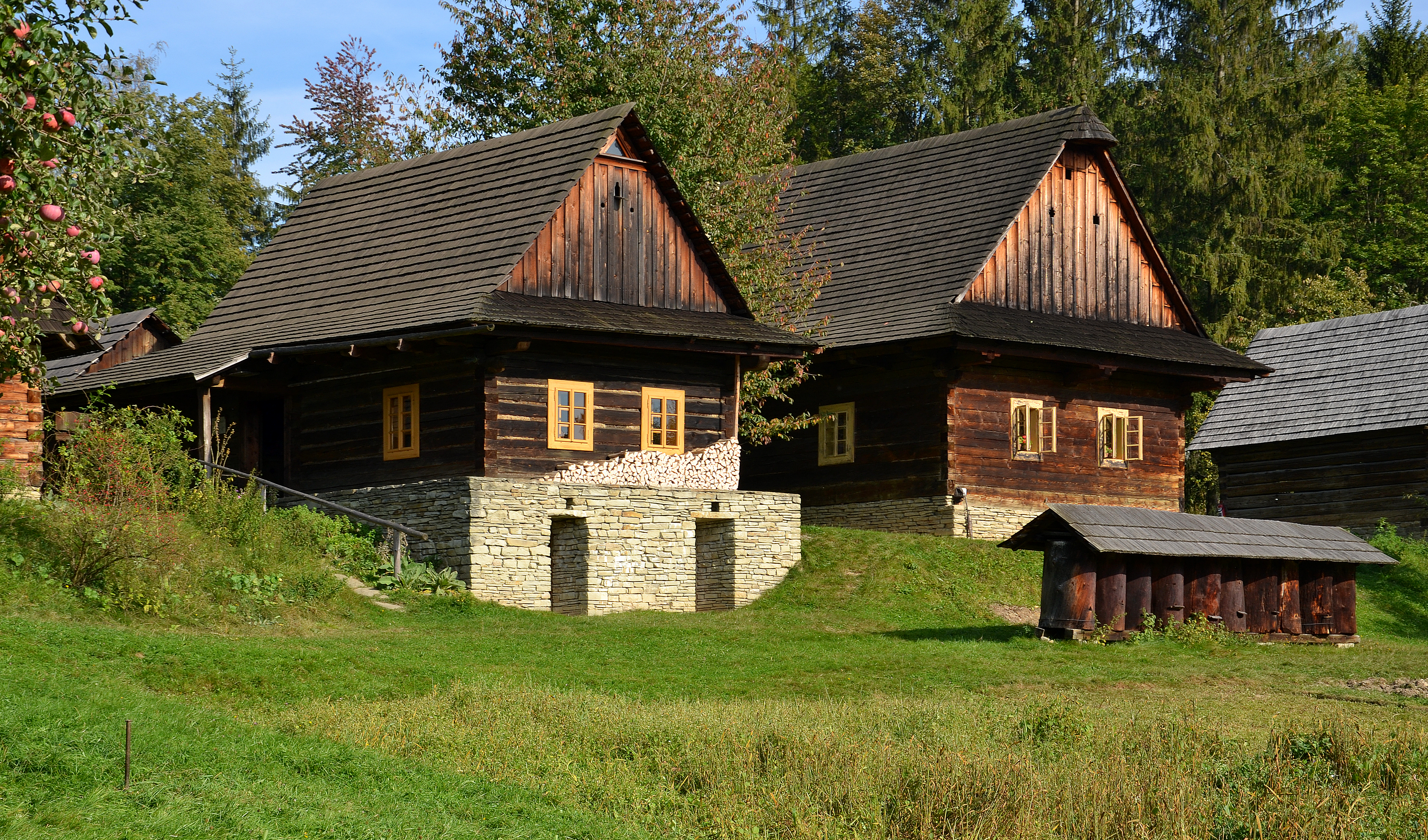
Rekonstruierte Häuser im Walachischen Freilichtmuseum

Die Mährische Walachei ist eine ethnografische und kulturelle Region im Nordosten Mährens. Sie grenzt im Süden an die Mährische Slowakei, im Westen an die Hanna-Ebene und im Norden an die Lachei, das Gebiet der Lachischen Sprachen. Sie ist in etwa mit dem Gebiet des Okres Vsetín und der Stadt Valašské Klobouky, Valašské Meziříčí und deren Umgebung mit Valašská Bystřice, Valašská Polanka, Valašská Senice, Valašské Příkazy, Velká Lhota und Velké Karlovice identisch.
Die Bewohner der mährischen Beskiden sprechen die mährisch-walachische Mundart der tschechischen Sprache, jedoch mit vielen rumänischen Lehnwörtern. Touristisch wird die Region scherzhaft als „Walachisches Königreich“ (Valašské království) beworben. In Rožnov pod Radhoštěm befindet sich das Walachische Freilichtmuseum, in dem Gegenstände der regionalen walachischen Volkskultur und des Handwerks zu sehen sind, sowie erhalten gebliebene Holzhäuser aus hiesigen Städten und Dörfern.

## Walachische Kolonisation

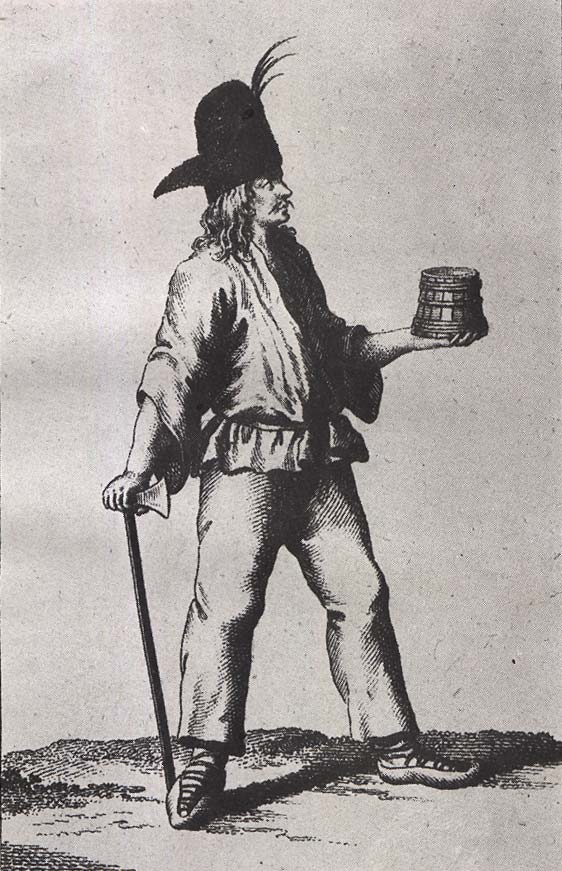
Ein mährischer Walache, 1787

Die Bezeichnung „Walachei“ leitet sich von den Walachen (tschechisch Valaši) ab, die zwischen dem 14. und 17. Jahrhundert eingewandert sind (Valašská kolonizace, „Walachische Kolonisation“). Obwohl sie die rumänische Sprache zugunsten der tschechischen aufgaben, hinterließen sie viele rumänische Lehnwörter in der lokalen Mundart und bewahrten ihre Kultur (besonders ihre Architektur, Folklore, Volkslieder und Trachten) sowie ihre wichtigste wirtschaftliche Einnahme: die Schafzucht.

## Valaška und Jánošík
Die typische Valaška – eine Axt mit kurzem Hirtenstock als Waffe und Werkzeug zugleich – ist bis heute ein Symbol für die Wehrhaftigkeit des walachischen Berghirtenvolkes, denen eine Zeit lang auch Grenzsiedler-Wehrbauer-Aufgaben angetragen wurden. In der Gestalt ihres realen Rebellen Jánošík, des Helden der Berge, lebt noch die Legende von Räuber, Frauenheld und Freiheitskämpfer fort, der jedoch heute auch von den Slowaken und den Polen als ihr Nationalheld reklamiert wird und der zugleich als literarische Kunstfigur sowohl den edlen Robin-Hood- wie auch den mutigen Wilhelm-Tell-Mythos in den Medien (TV-Serie, Trickfilm, zahlreiche Bücher und Verfilmungen) verkörpert.

## Mährische Slowakei
Im Süden des westlichsten Karpatenbogens, wo die bewaldeten Beskidenberge in sanftere Hügel mit Weinbergen übergehen, grenzt die Mährische Walachei an die Mährische Slowakei (tschechisch: Moravské Slovácko), ebenfalls ein typisches Grenzland, die Mundart und Folklore der mährischen Slowaken sind denen der mährischen Walachen noch sehr ähnlich. Doch durch die andere, flachere Topographie und dadurch auch andere Art der Landwirtschaft entstand auch noch wesentlich andere Besiedlungstruktur und Handwerk, die auch andere Tradition hervorbrachten.